# Bieke Vandenabeele
Bieke Vandenabeele (Poperinge, 19 september 1984) is een Belgisch sporter. Vandenabeele is vooral succesvol in het reddend zwemmen. In die discipline won ze 5 medailles sinds 2001 op de Wereldspelen. Ze heeft een relatie met gewichtheffer Tom Goegebuer.

## Sportcarrière
Zwemmen
Op zesjarige leeftijd begon ze met zwemmen. Haar specialiteit was de 100m met verschillende slagen. Ze zwom acht jaar voor het nationale team en plaatste zich voor twee EK's en één WK op individuele afstanden.
Reddend zwemmen
In 2000 combineerde ze het baanzwemmen met reddend zwemmen. Ze werd wereldkampioen op de beachsurfrace en behaalde een wereldrecord op de 200m hindernis. Ze behaalde ze een zilveren medaille op de 200m hindernis op de Wereldspelen van 2001. Ze won ze een gouden medaille bij de beachsurfrace en een bronzen medaille op de 200m hindernisredden op de Wereldspelen van 2005. In 2005 stopte ze zowel met zwemmen en reddend zwemmen.
Na het missen van een selectie voor het bobsleeteam voor de Olympische Winterspelen in 2010 besloot Vandenabeele zich opnieuw toe te leggen op het reddend zwemmen. Op de Wereldspelen in 2013 behaalde ze een bronzen medaille op de 50m popzwemmen en een zilveren medaille samen met Sofie Boogaerts, Laurence Lambot en Hannemie Peeters op de 4x50m popzwemmen. Vandenabeele is daarmee de eerst Belgische die op drie verschillende edities van de Wereldspelen een medaille kon behalen. Bieke Vandenabeele is aangesloten bij het Flanders Coast Lifesaving Team uit Middelkerke.
Rugby
In 2006 speelde ze één seizoen bij Gent Rugby FC.
Bobslee
Vandenabeele is als remster in de tweemansbob actief in de internationale bobsleesport sinds 2007, en maakt haar afdalingen met pilote Elfje Willemsen. Op 12 december 2009, tijdens de Wereldbekerwedstrijd in Winterberg, behaalde het duo Willemsen/Eva Willemarck de BOIC-limiet om zich te plaatsen voor de bobsleewedstrijden op de Olympische Winterspelen 2010 in Vancouver. Vandenabeele werd evenwel niet geselecteerd om deel te nemen aan de Olympische Spelen.